# زراعة الأسنان التناظرية
زراعة الأسنان التناظرية أو زراعة الأسنان التشريحية (بالإنجليزية: Root analogue dental implant)‏ تعرف اختصارًا بـ (RAI) هي عملية استبدال سن واحد أو أكثر بغرسات تناظرية من مادة السيراميك بعد قلع الأسنان مباشرةً، وهي تتطابق مع شكل سنخ السن وتُصنع خصيصًا له لذلك لا تحتاج لعملية جراحية مؤذية على عكس غرسات التيتانيوم الاعتيادية.
لا يمكن استخدام الغرسات التناظرية إلا بعد قلع السن مباشرةً، لأن شفاء الأنسجة الرخوة والأنسجة الصلبة يعيق طبع الغرسة من أخذ شكل جذور الأسنان الأصلية.
تعمل الغرسة التناظرية بمبدأ التحام العظم، إذ تشكل المواد السنية مثل السيراميك ربط بنائي ووظيفي بين خلايا العظم الحية وسطح الغرسة الصناعية.

## مضار غرسات التيتانيوم الاعتيادية
تحسنت نسب نجاح الغرسات التناظرية بعد التطور التكنولوجي وأبدت عدة فوائد، لكن هذا لا يعني أنها تفوقت على غرس الأسنان الاعتيادية المصنوعة من التيتانيوم.
تتطلب غرسات التيتانيوم الاعتيادية عملية جراحية مؤذية للمريض ليتلاءم حجم سنخ السن مع شكل الغرسة اللولبي، إذ يختلف المظهر التشريحي لسنخ الأسنان تبعًا لأعداد الجذور عن شكل غرية التيتانيوم.
تعتبر غرسات التيتانيوم سببًا رئيسًا لالتهاب محيط الغرسات السنية نتيجةً لتراكم اللويحات بالقرب منها، بالإضافة إلى تأثير لون الغرسة الرمادي على المظهر الجمالي في حالة انكشافه وتراجع اللثة.

## خطوات العلاج
- لصنع الغرسات التناظرية يجب الحصول على نسخة من شكل سنخ السن باستخدام الطبعة السلبية لجذر السن المقلوع حديثًا أو باستخدام طبعة مباشرة لسنخ السن وتُنتج الغرسة عن طريق تقنية الكاد كام في طب الأسنان.
- قلع السن المراد استبداله بعناية.
- توضع الغرسة التناظرية المصنوعة مسبقًا في سنخ

السن وتُدخل بالنقر الطفيف دون أي عملية جراحية.
تعتبر فترة الشفاء قليلة جدًا بسبب عدم تعرض الأنسجة الرخوة والأنسجة الصلبة للجراحة، بالإضافة إلى غياب الكدمات والتورم والألم على عكس الغرسات الاعتيادية.
أخيرًا يُركب طبيب الأسنان التاج النهائي بعد انقضاء فترة الشفاء 8 – 12 أسبوعًا.

## فوائد زراعة الأسنان التناظرية[2][3][4]
- يمكن صنعها بواسطة أي طبيب أسنان متمرس لأن العملية سهلة وغير جراحية ولا تأخذ وقتًا لتركيب الغرسة بالإضافة إلى سرعة الشفاء.
- المظهر الطبيعي: تستبدل الغرسات التناظرية شكل جذر السن الأصلي وتتطابق معه فيما إذا كان ذات جذر واحد أو متعدد الجذور.
- المظهر الجمالي: يعتبر لون الغرسات التناظرية مماثلًا للون الأسنان الطبيعية بسبب مادة السيراميك لذلك فهو لا يؤثر على المظهر الجمالي في حالة انكشافه وتراجع اللثة على عكس غرسات التيتانيوم الاعتيادية.
- لا تحتاج عملية زراعة الأسنان التناظرية لأي تدخل جراحي ولا لفقدان العظم أو رفع الجيوب الأنفية، لذلك لا داعي لاستخدام المضادات الحيوية.
- تعتبر نسبة الإصابة بالتهاب محيط الغرسات السنية ضئيلة جدًا نظرًا لعدم وجود أي فراغات بين الغرسة والعظم لتخترقها البكتريا.
- فورية: يمكن أن يضع طبيب الأسنان الغرسة في اليوم نفسه بعد قلع السن أو في اليوم التالي دون إصابة الأعصاب المجاورة أو الجيوب الأنفية.
- تستخدم على نطاق واسع في 30% من الحالات مقابل 5% لغرسات التيتانيوم الاعتيادية، وتقبل هذه التكنولوجيا أغلب أنواع تصنيع التاج.

## المخاطر والمضاعفات
لا يمكن إجراء التعديلات على الغرسات التناظرية إلا بواسطة طبيب مختص ولديه خبرة كافية.
تعتبر نسبة فشل الغرسات التناظرية عالية ما يقارب 10% لقلة وجود موانع لاستخدامها، غالبًا ما تظهر أعراض الفشل في أول أربعة أسابيع وليس هنالك أي مخاوف من فشلها بعد انقضاء هذه الفترة.